# Anabta
Anabta (àrab: عنبتا, ʿAnabtā) és un municipi palestí de la governació de Tulkarem, a Cisjordània, 9 kilòmetres a l'est de Tulkarem. Segons l'Oficina Central Palestina d'Estadístiques, tenia 7.329 habitants el 2007. Anabta és administrada per un consell municipal i és un dels municipis més antics de la governació de Tulkarem.

## Etimologia
El nom deriva probablement de la paraula enabta, que vol dir «raïm» o «baia» en arameu jueu i siríac. S'ha trobat moltes premses de raïm als turons al voltant del municipi.

## Història

### Època romana i romana d'Orient
Durant el domini romà i romà d'Orient Anabta era una vila samaritana. Una tradició connecta la vila amb Dositeu, un líder religiós samarità actiu probablement en el segle I aC. El cronista samarità Abu-l-Fat·h (segle xiv) esmena que Dositeu va morir de fam des després d'anar a una cova que hi havia a 'Anbata per tal de guanyar saviesa. Es diu que algunes de les oliveres d'Anabta daten de l'època de l'Imperi Romà.
Segons el Survey of Western Palestine del Fons per a l'Exploració de Palestina el lloc sembla "antic", i s'hi ha trobat tombes tallades a la roca i una cisterna d'aigua.

### Època mameluca i otomana
Durant el regnat del soldà mameluc Bàybars al-Bunduqdarí en el segle xiii, Anabta va servir com a punt central de parada per proveir als exèrcits musulmans que lluitaven contra les incursions de croats i mongols. El lloc va ser escollit perquè era relativament fàcil de protegir considerat com àrea enclavada entre dos grans turons.
Durant l'Imperi Otomà Anabta fou integrada en els registres fiscals otomans de 1596 com a part de la nàhiya de Jabal Sami al liwà de Nablus. Tenia una població de 55 llars musulmanes que pagaven impostos sobre el blat, l'ordi, collites d'estiu, olives, cabres o ruscs, i premses per raïm i olives.
En 1852 l'erudit estatunidenc Edward Robinson va visitar la vila. La va descriure com «àmplia i ben construïda», amb dos molins d'aigua pel corrent. Hi havia molts camells, ja que la ciutat estava en el camí de camells de Nablus a Ramleh. En 1882 el Survey of Western Palestine del Fons per a l'Exploració de Palestina la descriu com una vila de grandària moderada, en una vall, envoltada d'oliveres. hi havia un molí. Una porció del centre de la vila era usada pel ferrocarril de Hejaz, paral·lel al carrer principal.

### Període del Mandat Britànic
El primer consell local d'Anabta fou establert en 1921 durant el Mandat Britànic de Palestina. En el tiroteig de Tulkarem de 1936, la nit del 5 d'abril de 1936, un preludi de la gran revolta àrab, uns 20 vehicles que viatjaven per la carretera d'Anabta van ser detinguts en un control viari construït per a aquest fi pels vilatans armats, i obligats a lliurar les armes i diners en efectiu. Tres conductors jueus van ser separats dels conductors tirotejats, dos van morir de les feridess, el tercer van sobreviure. En juny un atac d'irregulars àrabs contra un bus civil va derivar en la batalla d'Anabta, una lluita breu però intensa entre militants àrabs i l'exèrcit britànics que va implicar atacs aeris contra els combatents àrabs. El 12 d'octubre de 1936, quan s'aturà la rebel·lió, un reporter de the Daily Telegraph va descriure la vila durant la seva visita i va dir: "Anabta, escenari de nombroses topades entre soldats britànics i àrabs, era l'únic indret pels que he passat on el habitants mostren truculència".

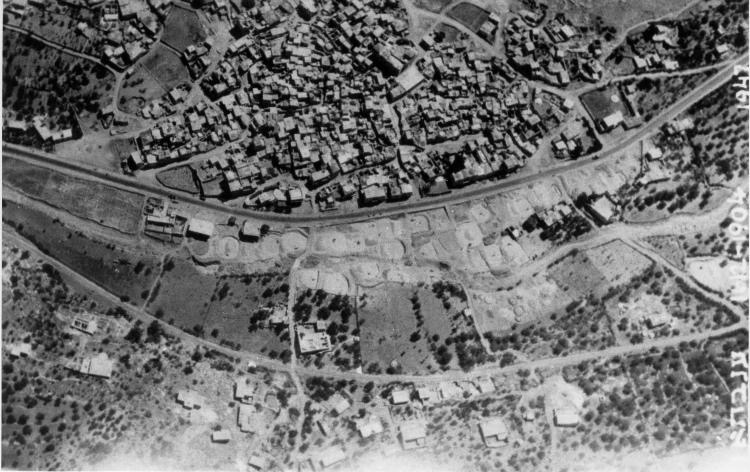
Anabta 1947

### Període jordà
En 1954, sota domini jordà, Anabta esdevé consell municipal.

### Domini israelià
Després de la Guerra dels Sis Dies en 1967, Anabta esdevé part dels Territoris Ocupats per Israel, i segons una font de 1968, va experimentar un gran desenvolupament i va aconseguir l'estatut de consell local. Segons el Ministre de Defensa d'Israel, la vila està connectada a la xarxa elèctrica israeliana.

### Control palestí
Anabta es troba al límit del'Àrea A del districte de Tulkarm, segons les divisions administratives dels Acords d'Oslo de 1993, el que vol dir que la ciutat esdevé sota jurisdicció total, civil i militar de l'Autoritat Nacional Palestina.

## Geografia
Anabta es troba a 19 kilòmetres a l'oest de Nablus i a 9 kilòmetres a l'est de Tulkarm. Limita al nord amb Kafr Rumman, al sud amb Kafr al-Labad, a l'est amb Ramin i al nord-oest amb Bal'a. Es troba a una altura de 150 metres sobre el nivell del mar. Envoltada de turons per tots costats, una petita vall travessa el centre del poble. Té una àrea urbana d'uns 1.300 dúnams. la majoria de les seves terres exteriors són plantades amb figueres, oliveres i ametllers o cobertes de bosc. L'aigua és proporcionada per cinc deus subterrànies, amb distribució supervisada per les autoritats municipals. L'assentament israelià d'Einav està situat al sud-est de la vila i a l'entrada oriental del municipi hi ha un punt de control israelià.

## Demografia
Segons un visitant de 1870 tenia una població estimada de 1.800 habitants. Segons el cens de Palestina de 1922, Anabta tenia 1.606 musulmans. En el cens de Palestina de 1931, la població combinada d'Anabta, Iktaba i Nur ash Shams era de 2.498 habitants; 2,457 musulmans, 34 cristians i 1 drus vivint en 502 cases. En 1945, la població combinada d'Anabta i Iktaba era de 3,120. Entre 1922 i 1947, la població es va incrementar en un 110%.
En 1967, la població era de 3.400, augmentà a 5.700 en 1987 i a 8.300 en 2009.
Els residents d'Anabta pertanyen a dos clans, 'Amr i Al-Jetawi. Aquestes famílies són dividides en petites famílies. Anabta també aplega una població significativa de palestins originaris de Gaza que no estan classificats entre les famílies.

## Notables residents
- Rami Hamdal·la, Primer Ministre de Palestina[29][30] i president de la Universitat Nacional An-Najah[31]
- Ibrahim Nassar, polític palestí i líder de la Gran Revolta àrab de 1936-1939 al mandat de Palestina
- Samiha Khalil, antiga candidata presidencial palestina.